# Så hav nu, själ, ett fröjdfullt sinne
Så hav nu, själ, ett fröjdfullt sinne är en psalmtext med fyra 8-radiga texter. Olika uppgifter finns om författareskapet. I en version av Svenska Missionsförbundet 1920 tryckt 1924 anges K. A. Rutström. I andra psalmböcker, till exempel Missionsförbundets sångbok "Sånger och psalmer 1951" anges Johan Petter Aschan, som författare 1757.

## Publicerad i
- Sions Nya Sånger nr 63 (5:e upplagan 1863)
- Svenska Missionsförbundets sångbok 1920 nr 263 under rubriken "Trosvisshet".
- Sånger och psalmer 1951 nr 428 under rubriken "Troslivet. Trosvisshet och glädje".
- Lova Herren 1988 nr 465 under rubriken "Trosvisshet".